# Muziek in Harry Potter
In dit artikel wordt de muziek uit de Harry Potter-boekenserie beschreven, voor zover dit beschreven is in de boeken.

## Magische Omroep Stichting
De Magische Omroep Stichting, verkort de MOS (Engels: Wizarding Wireless Network, of WWN) is de populairste tovenaarsradiozender. Deze radiozender is niet op de 'Dreuzelmanier' te ontvangen maar enkel door magie.
- Gloria Gieterom (Engels: Glenda Chittock, 1964 - heden) is de populaire presentatrice van het programma 'Heksen Uur'.
- Tilden Toots (1959 - heden) is een bekende tuinman en kruidenspecialist, maar ook een beroemde radiopersoonlijkheid op de MOS, waar hij het programma Toots, Shoots 'n Roots presenteert.

## Celine Malavaria
Celine Malavaria (Engels: Celestina Warbeck) is een van de populairste zangeressen uit de toverwereld, waar zij bekendstaat als 'de Zingende Heks'. Ze wordt heel vaak gedraaid op de Magische Omroep Stichting.
Een aantal van haar nummers:
- A Cauldron Full of Hot, Strong Love
- You Charmed the Heart Right Out of Me
- You Stole My Cauldron but You Can't Have my Heart

## De Witte Wieven
De Witte Wieven (Engels: The Weird Sisters) zijn zeer populair in de tovenaarswereld. De Witte Wieven traden op tijdens het kerstbal van het Toverschool Toernooi in Harry Potters vierde schooljaar op Zweinstein.

## Trivia
- Meermensen houden heel erg van muziek.
- Musidora Blafstra (Engels: Musidora Barkwith) componeerde de Wizarding Suite met hierin een exploderende tuba. Bij de laatste uitvoering in 1902 vloog het dak van de zaal eraf en werd dit stuk verboden.